# 역사적 특수주의
역사적 특수주의(Historical particularism)는 마빈 해리스에 의해서 만들어졌으며 미국 최초의 인류학 학파로 인정받는다.
특히 프란츠 우리 보아스의 인류학과 관련되었는데, 역사적 특수주의는 보아즈 이전까지 인류학을 지배했던 문화진화주의 모델을 거부한다. 각각의 사회는 고유한 역사적 과거의 집단표상(collective representation)이라고 주장한다. 그래서 다른 역사와 문화적인 배경의 사람들 상대적으로 인정하기에 역사적 특수주의에서 문화상대주의가 시작되었다.

## 같이 보기
- 마빈 해리스
- 인류학

## 참고 문헌
- Calhoun, Craig J., 편집. (2002). 〈historical particularism〉. 《Dictionary of the social sciences》. Oxford University Press. 212쪽. ISBN 978-0-19-512371-5.
- Card, Claudia (1996). 《The unnatural lottery: character and moral luck》. Temple University Press. 10쪽. ISBN 978-1-56639-453-6.
- Darnell, Regna (2001). 《Invisible genealogies: a history of Americanist anthropology》. University of Nebraska Press. 34쪽. ISBN 978-0-8032-6629-2.
- Sanderson, Stephen K. (1997). 〈Historical particularism〉.   Barfield, Thomas. 《The dictionary of anthropology》. Wiley-Blackwell. 237쪽. ISBN 978-1-57718-057-9.